# فهرست آثار باخ

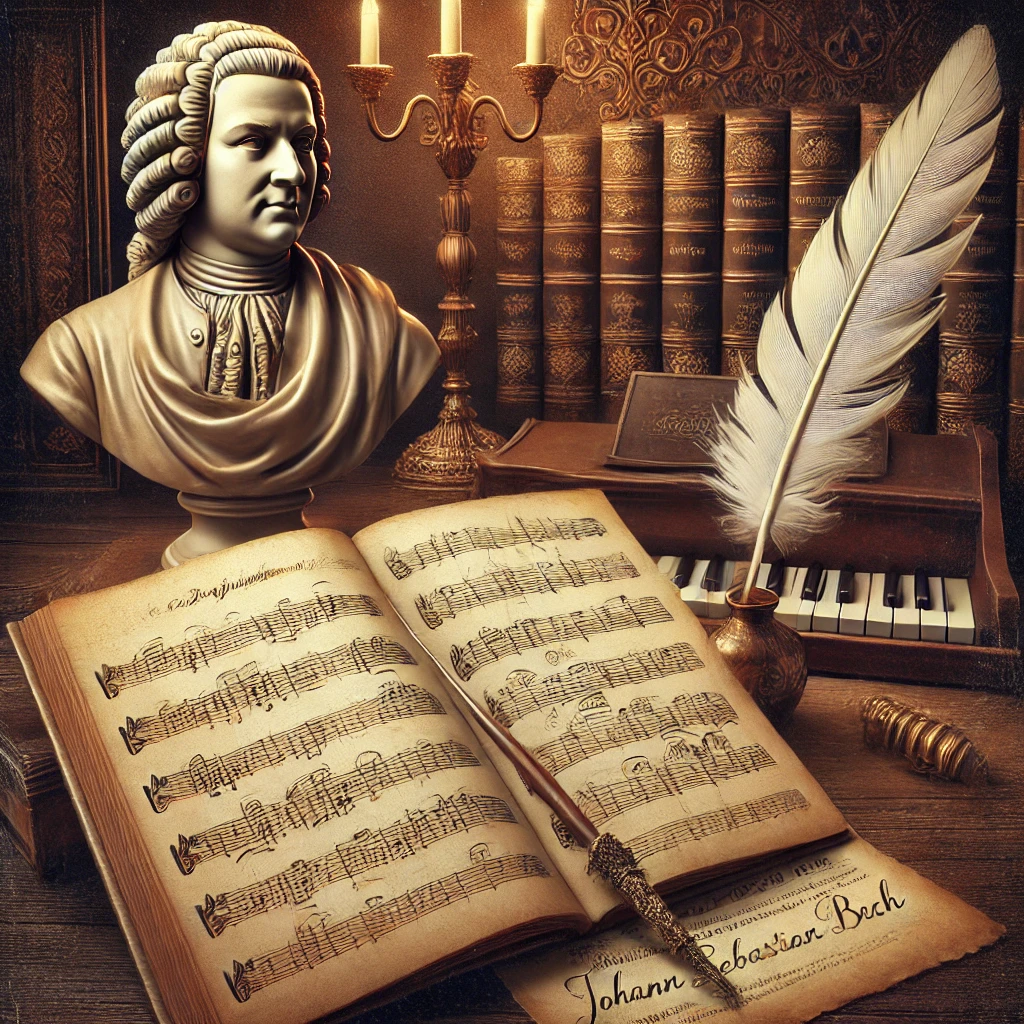

فهرست آثار باخ (به آلمانی: Bach-Werke-Verzeichnis) فهرستی شامل آثار یوهان سباستیان باخ، آهنگساز بزرگ آلمانی، است که نخستین بار ولفگانگ اشمایدر آن را در سال ۱۹۵۰ گردآوری و منتشر کرد. ویرایش دوم این فهرست در سال ۱۹۹۰ منتشر شد. نسخهٔ مختصرِ ویرایش دوم، با عنوان "BWV2a"، در سال ۱۹۹۸ انتشار یافت.
در سدهٔ ۲۰ میلادی، ۱۱۲۶ عنوان از آثار باخ با نشانهٔ "BWV" فهرست شد. در سدهٔ ۲۱ نیز آثار دیگری از آهنگساز به فهرست افزوده شد.
پیوستِ فهرست نیز، با نشانهٔ Anhang (به‌اختصار: .Anh، به‌معنای «پیوست»)، شامل ۲۰۰ اثرِ مشکوک و جعلی، از دست رفته‌است.
ترکیبِ "Bach-Werke-Verzeichnis" را فِلیکس مِندِلسون، آهنگساز آلمانی، پس از فهرست‌بندی آثار یوهان سباستیان باخ در سال ۱۸۲۹ استفاده کرد.
مثالی برای شکل استفاده از ترکیبِ "BWV":‏ Toccata et Fugue in D minor, BWV 565.